# 6',7'-diidrossibergamottina
La 6',7'-diidrossibergamottina è una sostanza organica appartenente alla famiglia delle furanocumarine, presente in particolare nel succo di pompelmo. È un inibitore dell'isoforma CYP3A4 che costituisce circa il 30% dei citocromi P450 espressi nel fegato ed è responsabile del metabolismo del 50% dei farmaci attualmente esistenti.
Deriva formalmente dalla bergamottina per idrossilazione del doppio legame in posizione 6'-7'.